# Laagagcha
Laagagcha är en ort i Marocko.   Den ligger i provinsen Sidi Bennour och regionen Casablanca-Settat, 240 km sydväst om huvudstaden Rabat.